# Ferrovia Pechino-Baotou
La ferrovia Pechino-Baotou (in cinese 京包铁路) è un'importante linea ferroviaria cinese posta al nord della Cina che collega la capitale cinese con Baotou, attraversando la Mongolia Interna.

## Storia
La prima sezione della ferrovia, Pechino-Zhangjiakou (allora Kalgan), fu costruita tra il 1906 e il 1909 dalla Imperial Peking–Kalgan railway, fu prolungata nel 1921 a Hohhot e nel 1923 a Baotou.
La linea fu elettrificata a 25 kV/50 Hz ed è a doppio binario tra Pechino e Jining e a quattro binari tra Jining a Baotou.

## Percorso

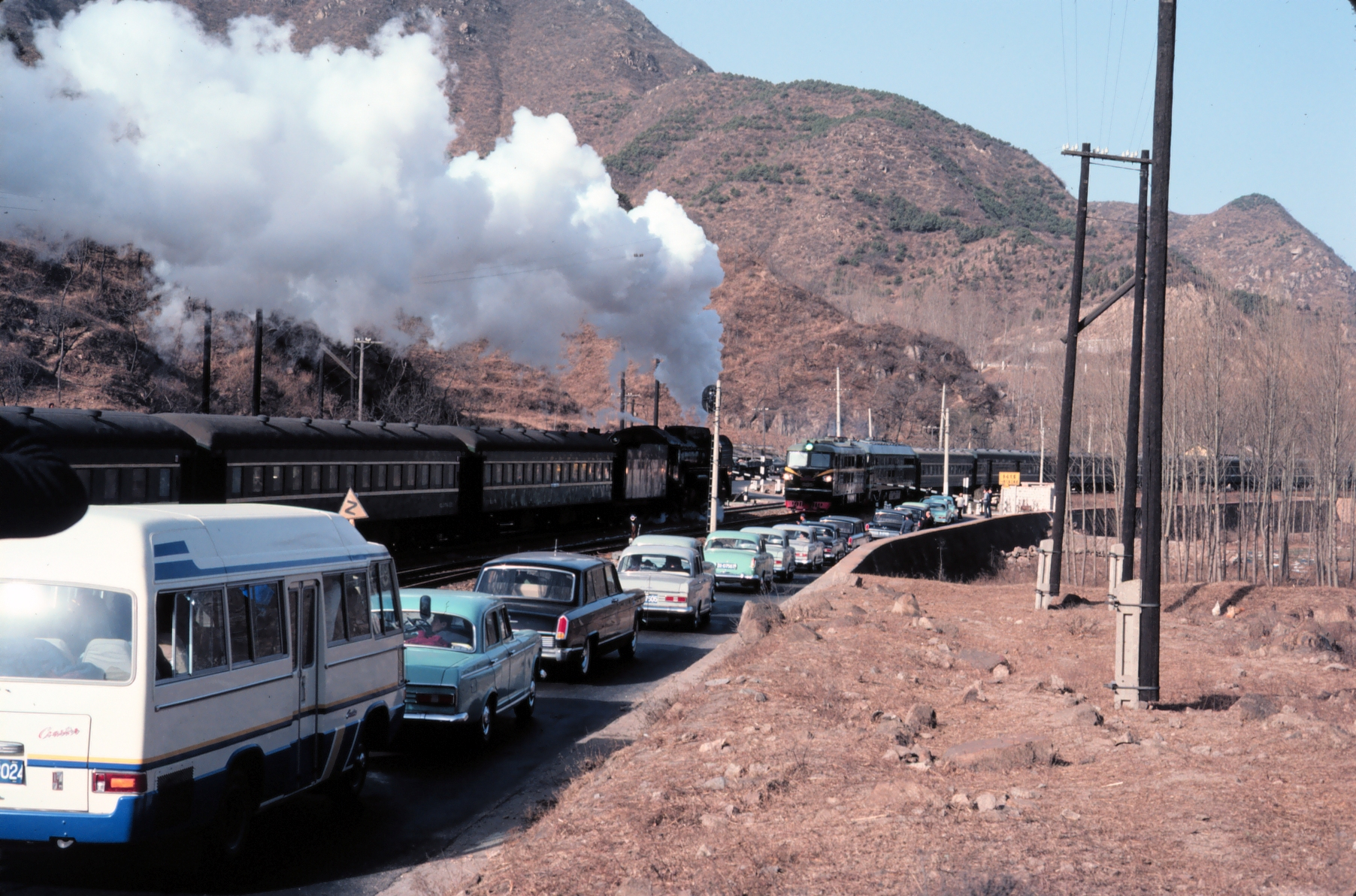
Incrocio a Badaling nel 1979

| Head station |

| Unknown route-map component "exKRW+l" | Unknown route-map component "eKRWgr" |  |

| Unknown route-map component "exSTR" | Unknown route-map component "tSTRa" |  |

| Unknown route-map component "exHST" | Unknown route-map component "tSTR" |  |

| Unknown route-map component "exBUE" | Unknown route-map component "tSTRe" |  |

| Unknown route-map component "exKRWl" | Unknown route-map component "eKRWg+r" |  |

|  | Stop on track |

| Unknown route-map component "CONTgq" | Junction both to and from right |  |

|  | Stop on track |

|  | Junction both to and from left | Unknown route-map component "CONTfq" |

|  | Stop on track |

| Unknown route-map component "CONTgq" | Unknown route-map component "ABZgr" |  |

| Unknown route-map component "CONTgq" | Junction both to and from right |  |

|  | Station on track |

|  | Stop on track |

|  | Stop on track |

|  | Stop on track |

|  | Unknown route-map component "KBHFaq" | Unknown route-map component "ABZlr+lr" | Unknown route-map component "KBHFeq" |  |

|  | Stop on track |

|  | Stop on track |

| Unknown route-map component "CONTgq" | Junction both to and from right |  |

|  | Station on track |

|  | Stop on track |

|  | Small bridge over water |

|  | Stop on track |

|  | Stop on track |

|  |  | Unknown route-map component "ABZg+l" | Unknown route-map component "CONTfq" |  |

|  | Station on track |

|  |  | Unknown route-map component "ABZgl" | Unknown route-map component "CONTfq" |  |

|  | Stop on track |

|  | Stop on track |

|  | Stop on track |

|  | Stop on track |

| Unknown route-map component "CONTgq" | Unknown route-map component "ABZg+r" |  |

|  | Station on track |

|  | Small non-passenger station on track |

|  | Stop on track |

| Unknown route-map component "exCONTgq" | Unknown route-map component "eABZgr" |  |

| Unknown route-map component "CONTgq" | Unknown route-map component "ABZg+r" |  |

|  | Station on track |

| Unknown route-map component "exKBHFaq" | Unknown route-map component "eABZgr" |  |

|  | Unknown route-map component "eABZg+l" | Unknown route-map component "exCONTfq" |

|  | Stop on track |

|  | Unknown route-map component "ABZgl" | Unknown route-map component "CONTfq" |

|  | Small non-passenger station on track |

|  | Stop on track |

|  | Stop on track |

|  | Stop on track |

|  | Stop on track |

|  | Stop on track |

|  | Station on track |

|  | Stop on track |

|  | Stop on track |

|  | Stop on track |

|  | Stop on track |

|  | Stop on track |

|  | Unknown route-map component "CONTgq" | Unknown route-map component "ABZg+lr" | Unknown route-map component "CONTfq" |  |

|  | Station on track |

|  | Station on track |

|  | Junction both to and from left | Unknown route-map component "CONTfq" |

|  | Stop on track |

|  | Stop on track |

|  | Stop on track |

|  | Stop on track |

|  | Station on track |

|  | Unknown route-map component "CONTgq" | Unknown route-map component "KRZlr+lr" | Unknown route-map component "CONTfq" |  |

|  | Stop on track |

|  | Stop on track |

|  | Stop on track |

|  | Stop on track |

|  | Stop on track |

|  | Stop on track |

|  | Stop on track |

|  | Stop on track |

| Unknown route-map component "CONTgq" | Unknown route-map component "ABZg+r" |  |

|  | Stop on track |

|  | Station on track |

| Unknown route-map component "CONTgq" | Junction both to and from right |  |

|  | Stop on track |

|  | Stop on track |

|  | Stop on track |

|  | Stop on track |

|  | Stop on track |

|  | Stop on track |

|  | Stop on track |

|  | Stop on track |

|  | Stop on track |

|  | Stop on track |

|  | Stop on track |

|  | Stop on track |

|  | Stop on track |

|  | Stop on track |

|  | Stop on track |

|  | Stop on track |

|  | Stop on track |

|  | Stop on track |

|  | Station on track |

|  | Stop on track |

|  | Stop on track |

|  | Stop on track |

|  | Stop on track |

|  | Stop on track |

|  | Stop on track |

|  | Stop on track |

|  | Stop on track |

|  | Stop on track |

|  | Stop on track |

|  | Station on track |

|  | Stop on track |

|  | Stop on track |

|  | Stop on track |

| Unknown route-map component "ENDEa" | Station on track |  |

| Junction both to and from left | Unknown route-map component "ABZgr" |  |

| Straight track | Stop on track |  |

|  | Unknown route-map component "LSTR" | Junction both to and from left | Unknown route-map component "CONTfq" |  |

| Unknown route-map component "LSTR" | Station on track |  |

| Junction both to and from left | Unknown route-map component "ABZgr" |  |

| Continuation forward | Continuation forward |  |